# Arquivo recipiente
Um arquivo recipiente é um formato de arquivo de computador que pode conter vários tipos de dados, que são separados no mesmo arquivo, de forma diferente para cada tipo de arquivo recipiente, comprimido (ou não) por meios estáveis utilizando codecs de vídeo e/ou áudio. O arquivo recipiente é utilizado para identificar os diferentes tipos de dados. Arquivos recipientes mais simples podem conter diferentes tipos de dados comprimidos por codecs de áudio, enquanto arquivos recipientes mais complexos podem suportar múltiplas faixas de áudio vídeo, legendas, informações sobre capítulos e outros metadados, além da informação que é necessária para sincronização entre várias transmissões.

## Os tipos
Há dois tipos principais de arquivos recipientes, os sem-intervalos e os com-intervalos.
Nos arquivos com intervalo as faixas, geralmente de vídeo e áudio, são subdivididas em muitas faixas pequenas, que depois são intercaladas para formar o arquivo. Este tipo de armazenamento é ótimo para a transmissão de dados, pois o usuário que estiver recebendo os arquivos não precisa esperar pelo arquivo todo para poder escutar e assistir um vídeo, por exemplo. Algumas das desvantagens destes arquivos é que eles têm muitos subidentificadores (subheader, em inglês), o que acaba aumentando o tamanho do arquivo, aumenta a complexidade para decodificar o arquivo e não são muito adequados para edição. Exemplo: Ogg.
Nos arquivos sem intervalo as faixas não são subdivididas como nos formatos com intervalo. Exemplo: Versões antigas do Matroska.

## Exemplos
Alguns formatos são exclusivos para áudio:
- Som wave
- AIFF (Formato de arquivo IFF, muito usado na plataforma Mac Os)
- XMF (Formato de música extensível)

Outros arquivos recipientes flexíveis podem suportar muitas faixas de áudio e vídeo, bem como outros tipos de mídia. Os mais populares arquivos multi-mídia são:
- IFF (Primeira plataforma independente de formato de arquivo de vídeo)
- AVI (O arquivo de vídeo básico do Microsoft Windows, também baseado em RIFF)
- ASF (Arquivo de vídeo padrão do Microsoft WMA e WMV)
- DVR-MS ("Microsoft Digital Video Recording", formato de arquivo de vídeo proprietário desenvolvido pela Microsoft baseado no ASF).
- MOV (Arquivo de vídeo padrão da Apple Inc.
- MPEG-2 transport stream (Arquivo de vídeo padrão dos aparelhos digitais, geralmente contém muitos canais de áudio e vídeo e guia de programação eletrônica)
- MP4 (Arquivo de áudio e vídeo padrão do MPEG 4 de portfólio multimédia)
- Ogg (Arquivo de áudio padrão da Xiph.org codec, e também pode conter vídeo no formato Ogg Theora)
- OGM Hack do Ogg cujo uso foi desencorajado desde que o Matroska tornou-se estável.
- RealMedia (Arquivo recipiente padrão da RealVideo e RealAudio)
- Matroska / MKV (Não é o padrão de nenhum codec ou sistema, mas é um formato padrão aberto e de código aberto).
- 3gp (usado por muitos telefones móveis)
- VOB (usado junto com arquivos BUP e IFO para compactar e reproduzir em DVD Vídeo)

Há muitos outros arquivos recipientes como: , NUT, feito pelos desenvolvedores do ffmpeg, MPEG, MXF, ratDVD, SVI, VOB, and DivX Media Format (DMF) .divx
Outros arquivos recipientes são exclusivos para imagens:
- O TIFF (Tagged Image File Format) é um formato de arquivo para imagens associado com metadados.
- O Flexible Image Transport System é um formato de arquivo para imagens, raw data, e associado com metadados.
- O PNG
- O bmp imagens com formato feita pelo programa Paint
- GIF sequencia de imagens como num vídeo, porém sem a possibilidade de aúdio
- JPG ou JPEG imagens de câmera ou algumas da WEB.

## Características
Na escolha de um arquivo recipiente, deve se levar em conta cinco principais características:
1. Popularidade; o quão suportável o formato é.
2. Tamanho; é a diferença entre dois arquivos com o mesmo conteúdo codificado com os mesmos codecs mas em formatos recipientes diferentes.
3. Suporte para funcionalidades avançadas de codec; formatos antigos como o AVI não suportam codecs novos com B-frames, VBR audio, VFR, embora o formato possa ser hackeado para suportar esses codecs, porém um hack não é suportado largamente e fica com o suporte extremamente limitado.
4. Suporte para streaming, que são os formatos recipientes com intervalo